# Les Églisottes-et-Chalaures
Les Églisottes-et-Chalaures é uma comuna francesa na região administrativa da Nova Aquitânia, no departamento da Gironda. Estende-se por uma área de 17,14 km². Em 2010 a comuna tinha 2 253 habitantes (densidade: 131,4 hab./km²).